# Truebella
Truebella là một chi động vật lưỡng cư trong họ Bufonidae, thuộc bộ Anura. Chi này có 2 loài và không bị đe dọa tuyệt chủng.